# 49ers (album)
49ers è il primo album del progetto discografico italiano 49ers. Forte delle sonorità della prima house di fine anni ottanta, il disco viene prodotto su scala internazionale dalla Island Records sull'onda del grande successo derivato dai singoli precedentemente pubblicati, in particolare Touch Me (peraltro presente fra le tracce)

## Tracce
1. Touch Me (3:40)
2. I Need You (3:45)
3. I Will Survive (3:55)
4. Die Walkure (3:40)
5. Don't You Love Me (3:55)
6. How Longer (4:05)
7. Shadows (Remix) (3:55)
8. Girl To Girl (3:30)